# ウラジロナナカマド
ウラジロナナカマド（裏白七竃、学名: Sorbus matsumurana）はバラ科ナナカマド属の落葉低木。高山植物。和名の由来は、ナナカマドによく似ているが、葉の裏側が白いことから。

## 特徴
落葉広葉樹の低木。樹高は1 - 3メートル (m) になる。根元から多数の細い幹を出して株立ちし、半球形の樹形になって群生するのが特徴。枝は帯紫色で、若枝にも毛がない。葉状の托葉があり、花時にも残存する。葉は互生し、長さ10 - 20センチメートル (cm) の奇数羽状複葉で、葉軸はふつう無毛。小葉は9 - 13個つき、長楕円形で、長さ2 - 6 cm、幅1 - 2 cm、先端は丸みを帯びた鈍頭または鋭頭、基部は、頂小葉は切形から鈍形、側小葉は円形になる。葉縁の上半分に鋸歯があるが下部は全縁になる。葉の両面は無毛で光沢がなく、裏面は粉白色になる。秋には紅葉し、橙色から赤色に染まるが、色の変異が多く、時に黄色くなる個体もある。
花期は6 - 8月。枝先に複散房花序を直立させ、白色の花を多数つける。萼は広い杯状で萼裂片の長さ1 - 2ミリメートル (mm) 。花弁は長さ5 - 6 mm、幅4 - 5 mmになり、広倒卵形からほぼ円形で平開し、5枚。雄蕊は15 - 20個、花柱は5個あり子房は中部以下で合着する。果期は9 - 10月。果実はナシ状果で長さ8 - 13 mm、幅7 - 10 mmの広楕円形になり、赤く熟し、果序は直立する。果実に皮目はなく、ふつう頂部に萼裂片が内曲して残る。種子は長さ4 - 5 mm、幅2 mmの卵状楕円形になる。果実は熟しても苦く、種子にアルカロイドが含まれ有毒。

## 分布と生育環境
日本固有種で、北海道、本州の中部地方以北に分布し、亜高山帯から高山帯の低木林や林縁に生育する。ナナカマドがブナやミズナラなどの森林地帯に生えるのに対して、本種は森林限界を超えた高山に生えるため、日本アルプスや大雪山の紅葉でよく見られる樹種でもある。

## ギャラリー
- 花序。葉に光沢がなく、小葉の下半分に鋸歯がない。
- 若枝に葉状の托葉がある。